# Centro Cívico de Lima
El Centro Cívico de Lima es un conjunto arquitectónico ubicado en el distrito de Lima, en el terreno que antes ocupaba la Penitenciaría de Lima (conocida como El Panóptico).
Fue proyectado con la intención de convertirse en un hito cívico-urbanístico para la ciudad, albergando oficinas del Estado, un hotel y un centro de convenciones. Su construcción comenzó en 1970 y culminó en 1977 con la inauguración de la torre principal del complejo.
La torre principal con 109 metros de altura, fue el edificio más alto del país durante 34 años. Fue superado en 2011 por el Hotel Westin en el distrito de San Isidro.

## Arquitectura

### Torre principal
El estilo arquitectónico es brutalista (corriente caracterizada por dejar expuestos los materiales de construcción, en este caso el concreto), una corriente en boga en la arquitectura peruana de ese tiempo, la cual da la impresión de rigidez y firmeza al complejo. El edificio principal del Centro Cívico de Lima tiene 33 pisos y 109 metros de altura.

### Torre hotelera
El proyecto también incluyó una torre hotelera, el Sheraton Lima Hotel & Convention Center, que fue inaugurado en 1973.

## Historia
Fue construido sobre el espacio que fue la Penitenciaría de Lima llamado "El panóptico" que duró entre 1862 hasta su demolición en 1961.
El Centro Cívico fue una idea original del primer gobierno del arquitecto Fernando Belaúnde Terry, concebido en 1966. Posteriormente, tras el golpe de Estado del gobierno militar de Juan Velasco Alvarado, se llevó a cabo la construcción. La construcción duró entre 1970 y culminó en 1977. En un inicio llegó a albergar un gran número de oficinas y dependencias del Estado, convirtiéndose en un importante centro de actividad en la ciudad. Sin embargo, tras los sucesos del saqueo de Lima del 5 de febrero de 1975 (Limazo), las instalaciones sufrieron un gran daño, al incendiarse parte de éste y sufrir destrozos. Al terminarse la construcción del edificio en 1977, el Centro Cívico fue sede del Ministerio de Comercio.
Fue la última obra emblemática erigida en el centro histórico de Lima antes de la llegada de los años noventa. A mediados del 2008, se llevó a cabo una remodelación total del complejo, para ser reinaugurado como centro comercial. El acabado brutalista de los edificios del Centro Cívico desapareció con la remodelación, al pintarse las paredes y cubrirlas con acabados sintéticos.

### Concesión
El 27 de agosto de 2007, la compañía Urbi. Propiedades, el brazo inmobiliario del Grupo Interbank, ganó la concesión por treinta años del Centro Cívico de Lima. Esto dio inicio a la construcción del Centro Comercial Real Plaza Centro Cívico, el cual alberga un gran número de tiendas retail, un supermercado, agencias bancarias, patio de comidas, salas de cine, área de juegos mecánicos para niños, entre otros servicios. La inversión fue de 30 millones de dólares. Cuenta con una conexión directa con la Estación Central del sistema de autobuses Metropolitano.

## Galería

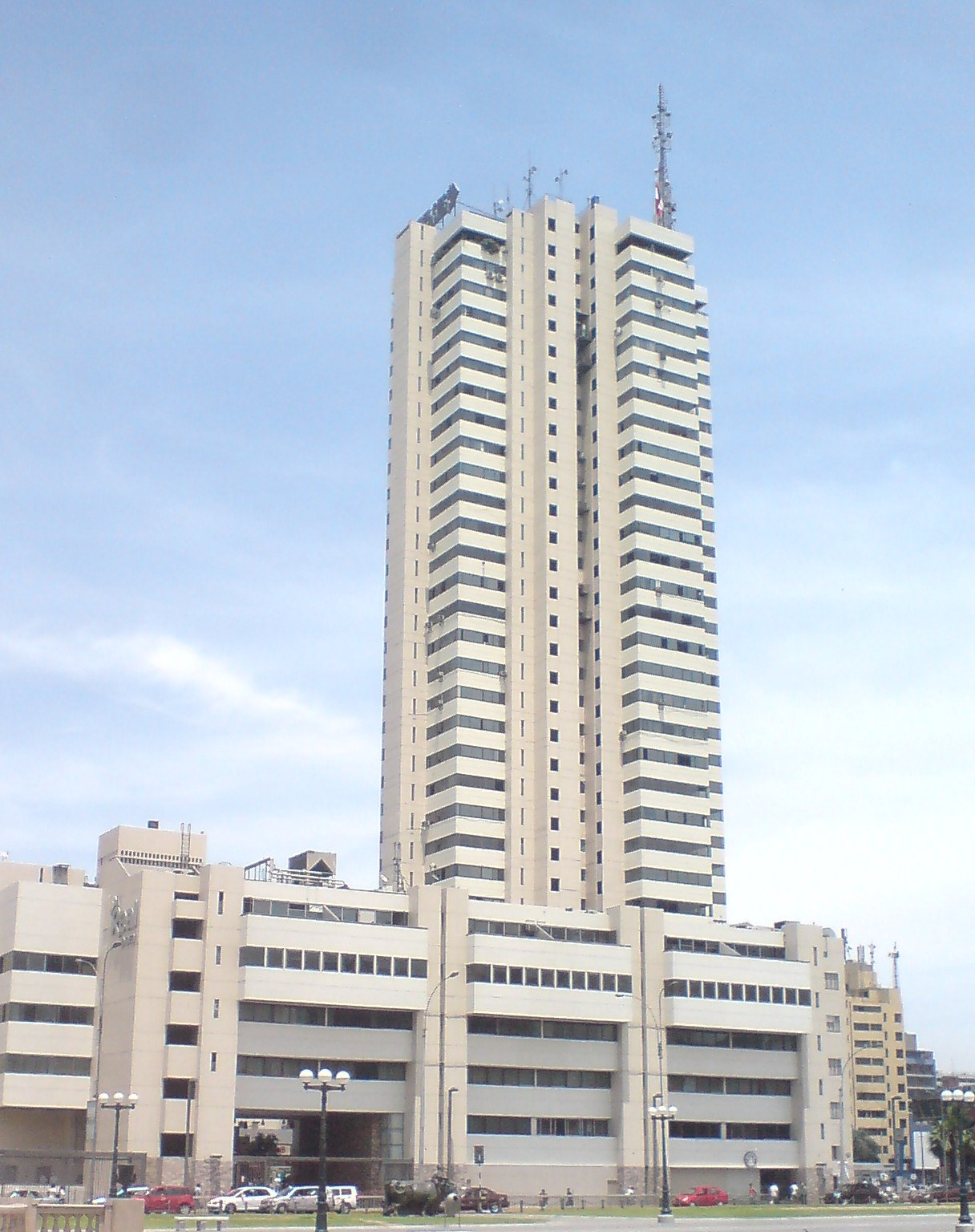
Desde la avenida Paseo de la República
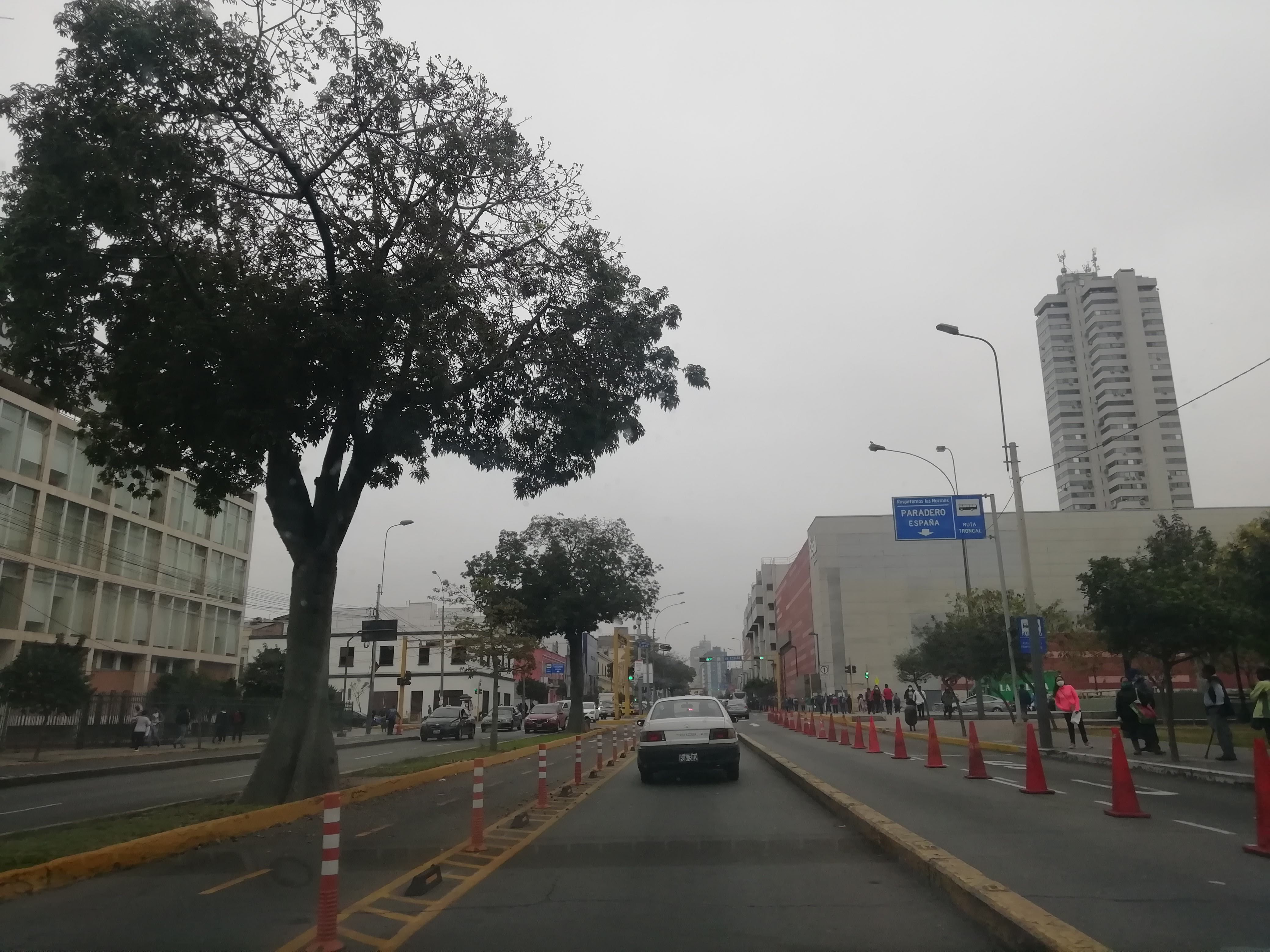
Desde la avenida Garcilaso de la Vega
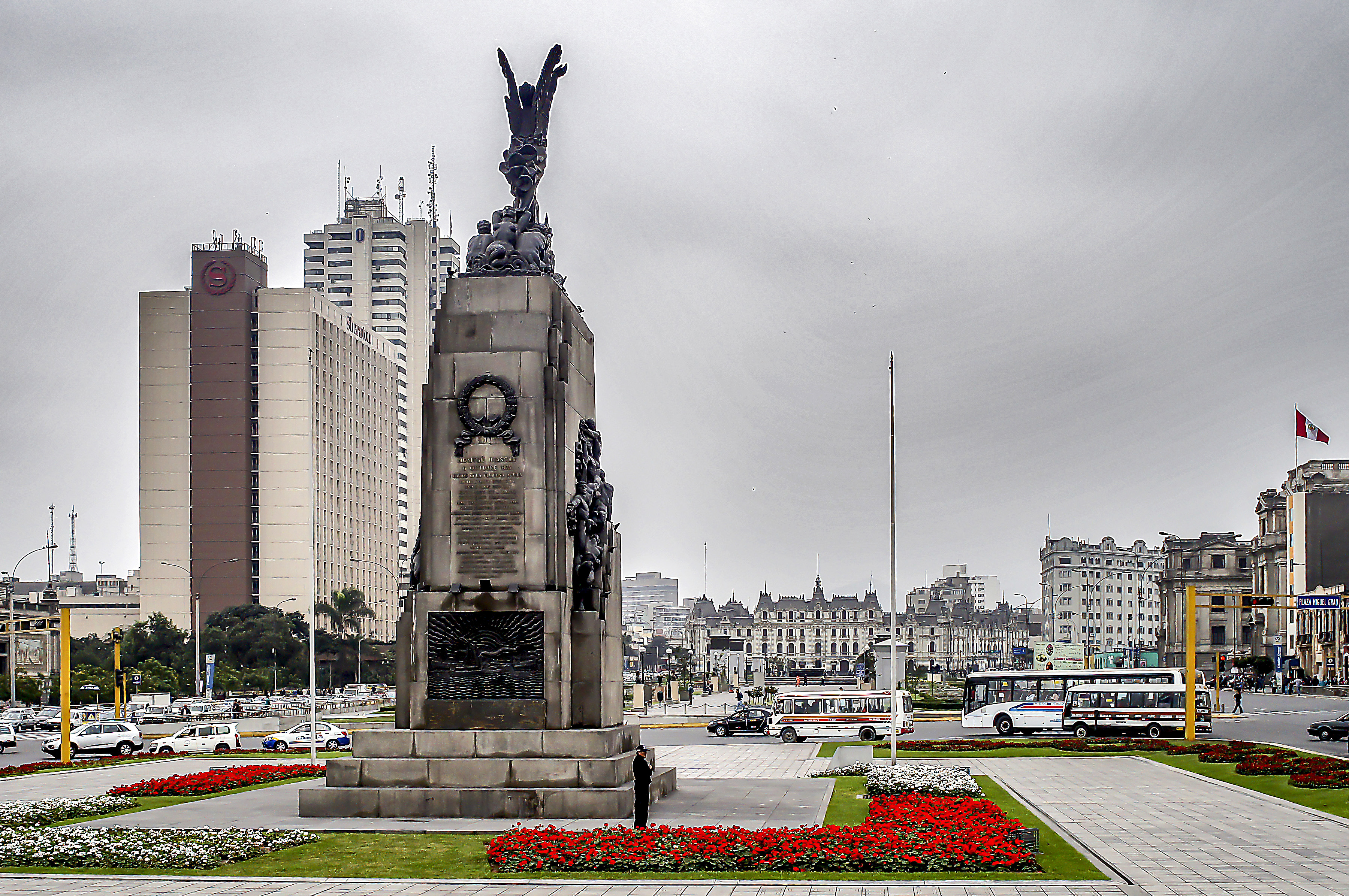
Desde la Plaza Grau con el Monumento a Miguel Grau Seminario
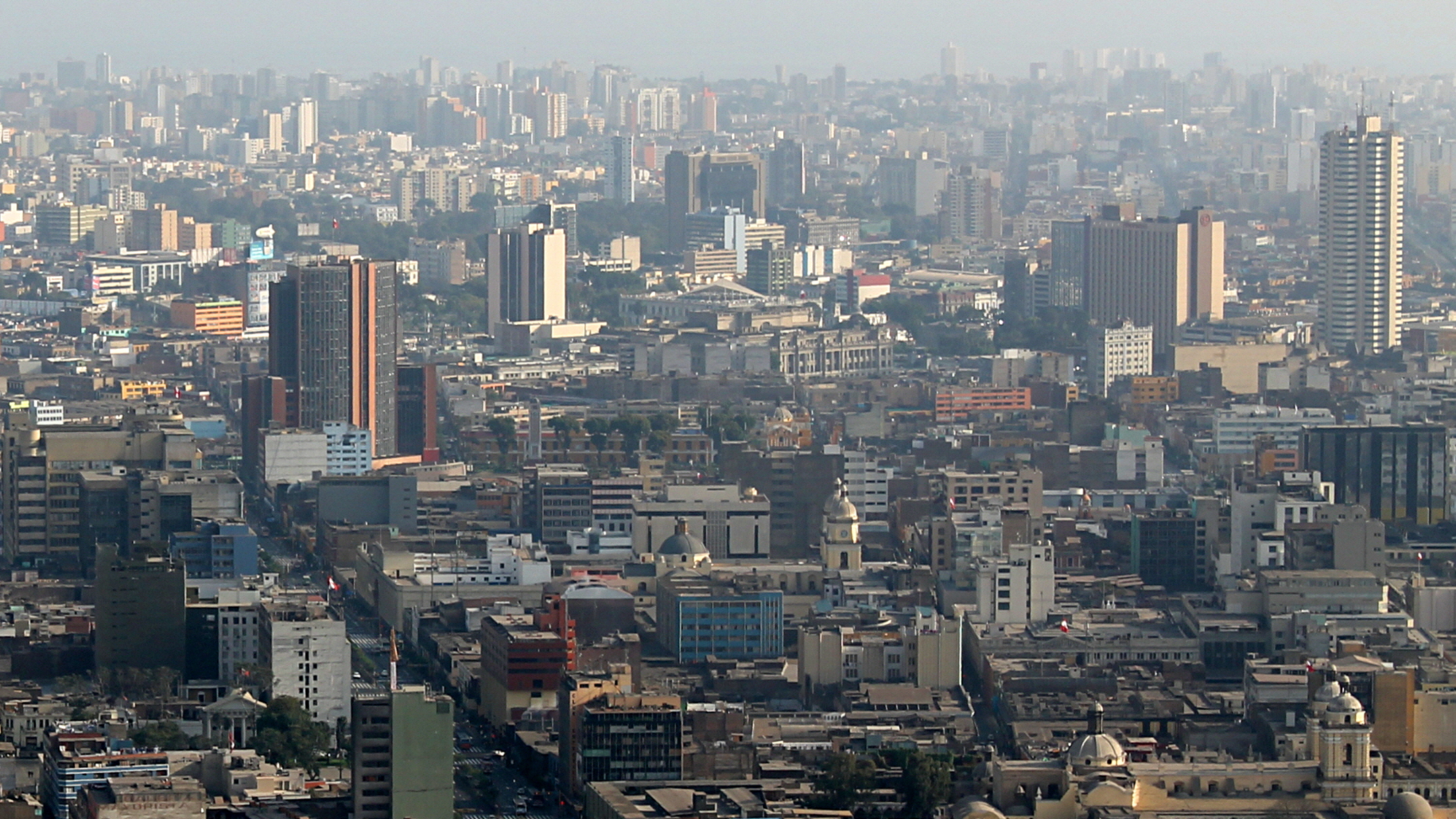
En el skyline del centro de Lima.
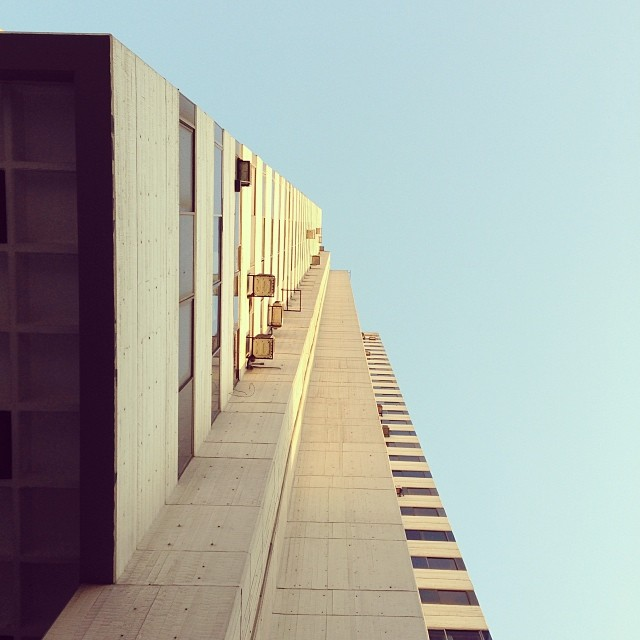
En contrapicado
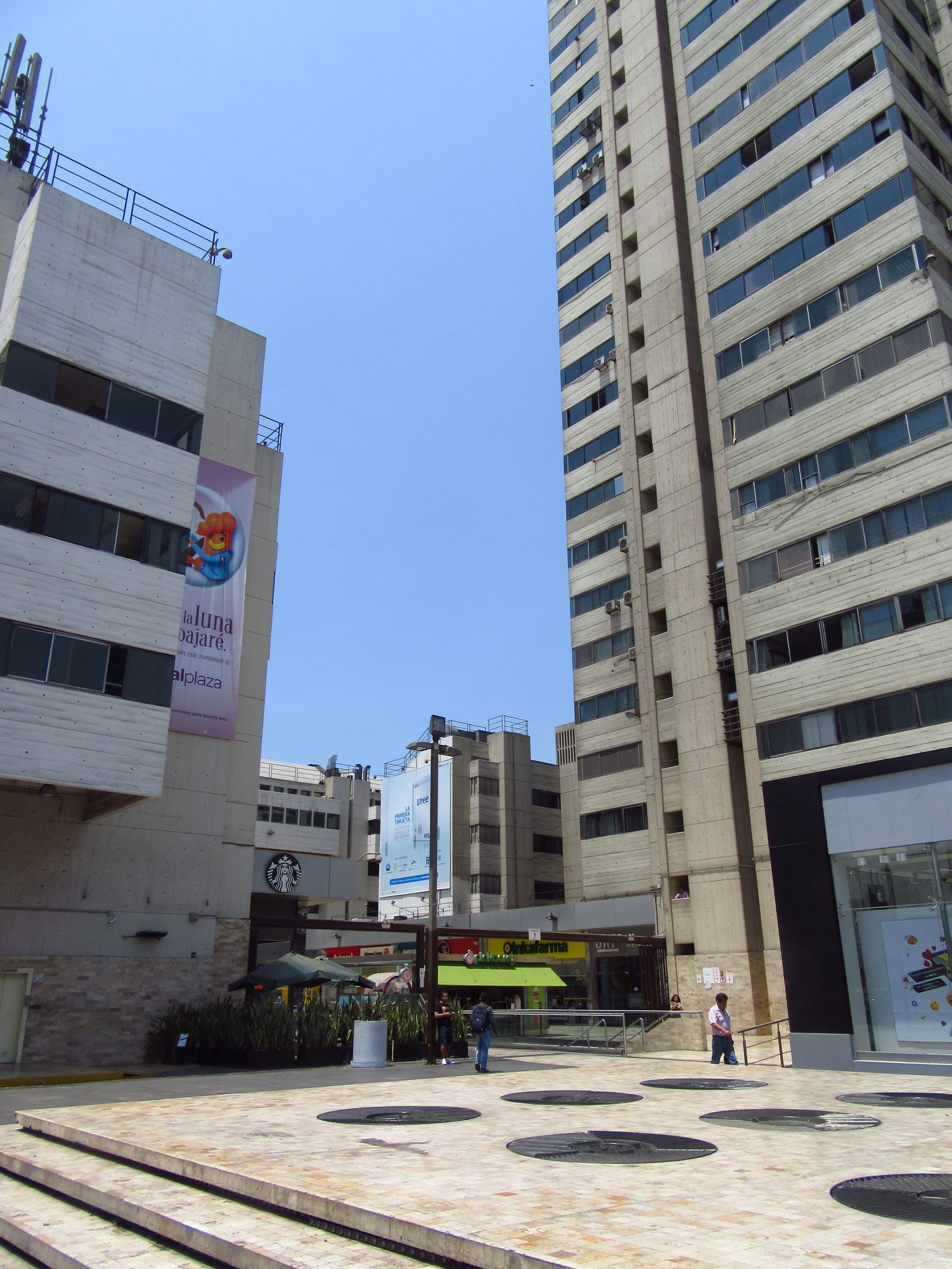
Acceso por la avenida Bolivia